# Sroga Skała

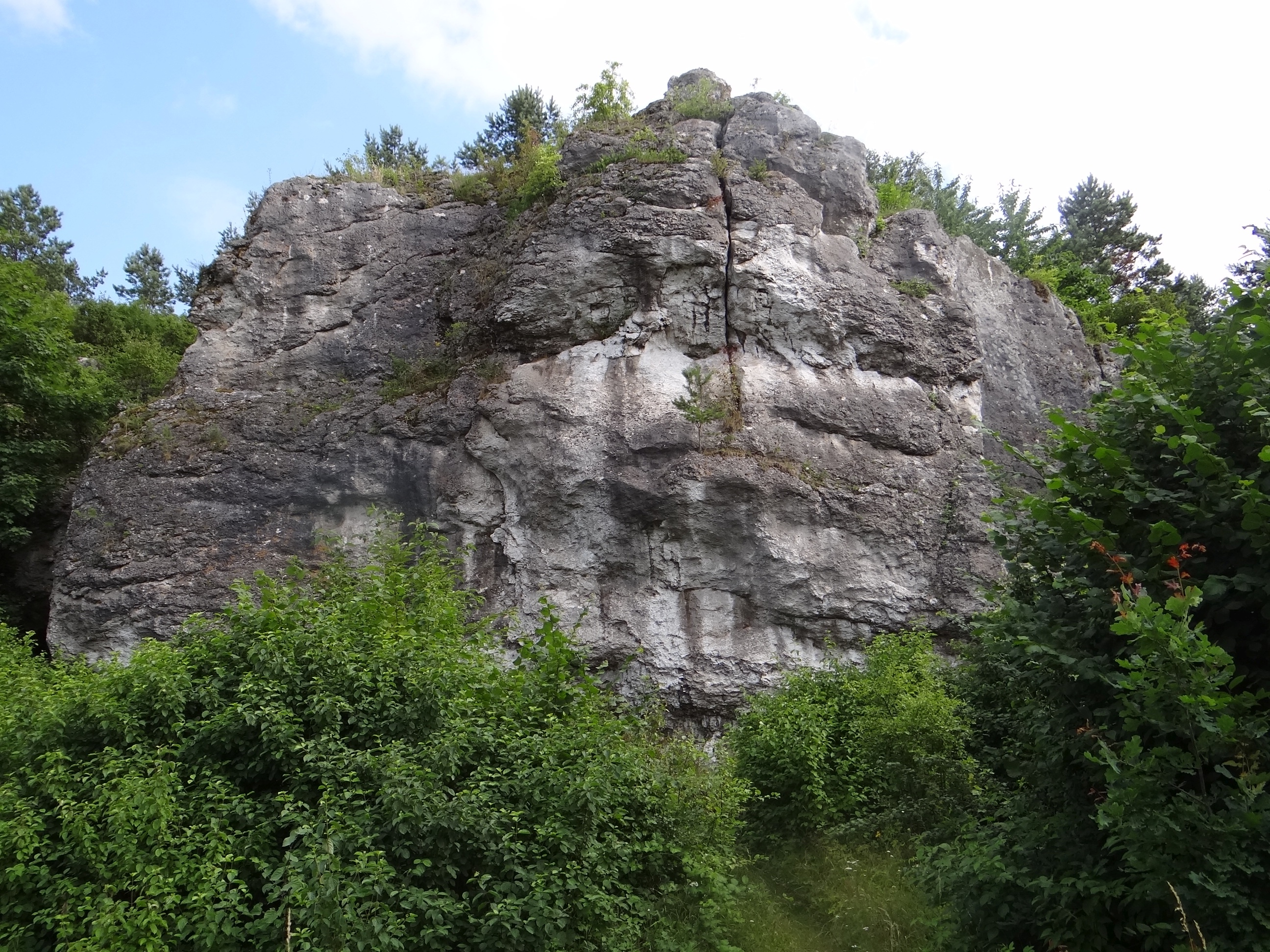

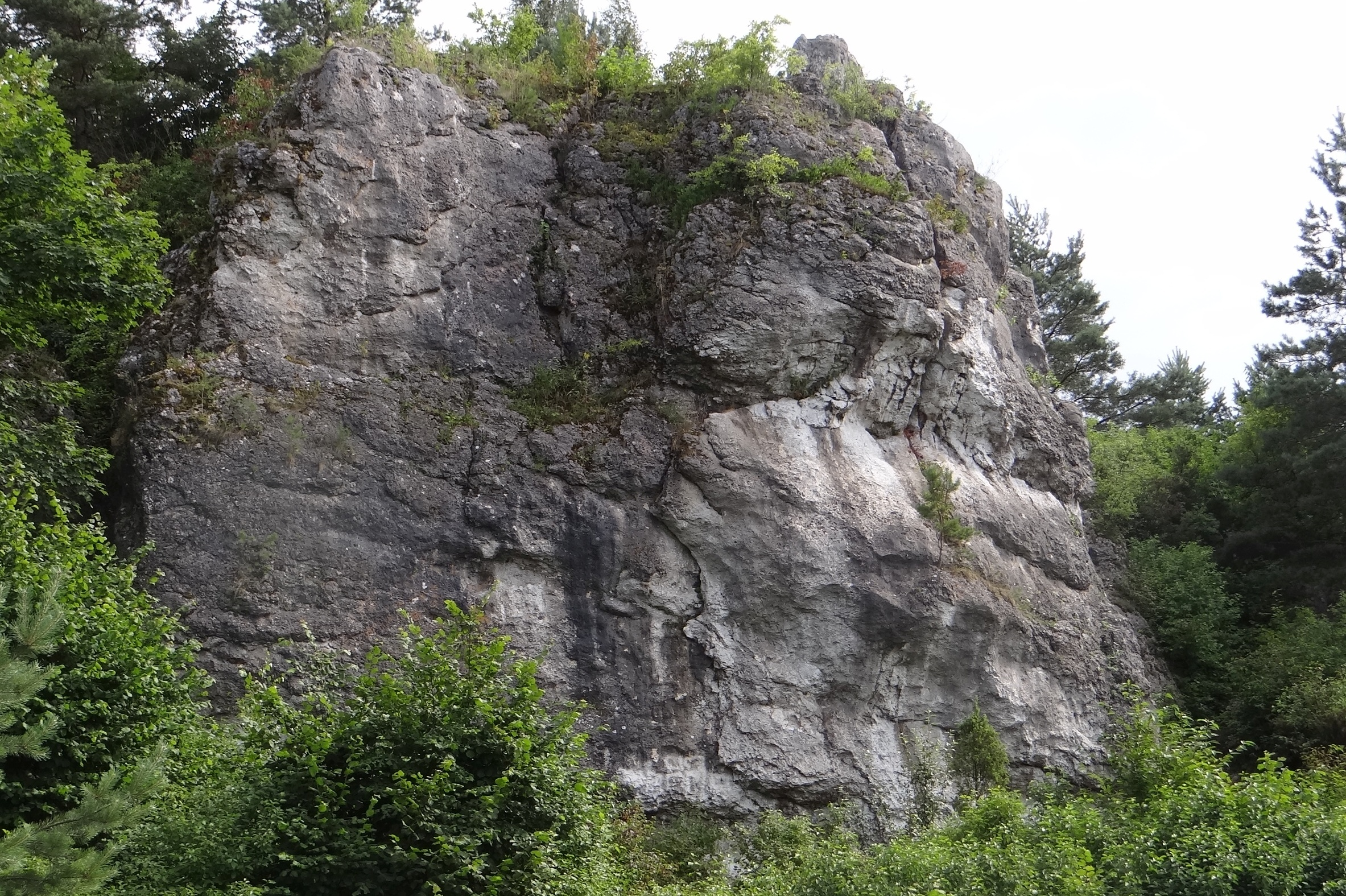

Sroga Skała – skała we wsi Zaborze w województwie śląskim, w powiecie myszkowskim, w gminie Żarki. Znajduje się na Wyżynie Częstochowskiej w obrębie Wyżyny Krakowsko-Częstochowskiej.
Zbudowana z twardych wapieni skalistych Sroga Skała znajduje się po południowej stronie drogi z Suliszowic do Zaborza i jest z tej drogi widoczna. Jej południowa i wschodnia ściana o wysokości do 16 m wznosi się na obrzeżu niewielkiej polanki. Na skale jest 13 dróg wspinaczkowych o trudności od V do VI.3+ w skali Kurtyki oraz 5 projektów. Większość z nich ma zamontowane ringi (r) i ringi zjazdowe (rz). Wśród wspinaczy skalnych skała ma średnią popularność.
Sroga Skała I
1. Muflon; 4r + rz, VI.1, 15 m
2. Manipulacja członkami; 4r + rz, V+, 15 m
3. Szczyt bezczelności; 1r, V, 15 m
4. Lewa rysa na Srogiej Skale; V, 15 m
5. Bocianie gniazdo; 5r + rz, VI.3+, 15 m
6. Okapy Prezesa; 5r + rz, VI.2+, 15 m
7. Sroga Halina; 6r + rz, VI.1+, 15 m
8. Prawa rysa na Srogiej Skale; VI.2, 15 m
9. Kruchy filarek; VI.1, 14 m

Sroga Skała II
1. Piraci skowytu; 4r + rz, VI.1, 13 m

Sroga Skała III
1. Zacięcie Srogiej Skały; VI+, 12 m
2. Ubot; 2r + rz, VI.1+, 11 m
3. Kuterek; 2r + rz, V+, 11 m[4].

W Srogiej Skale są dwie jaskinie: Schronisko w Srogiej Skale i Studnia w Tankowcu.